# 逯並
逯並（ろくへい）は、古代中国の前漢末期から新の時代の人物である。紀元1世紀初めの活動が知られるが、生没年は不明。漢では将作大匠、横野将軍、蒙郷侯。新では著武将軍、大司馬、左隊大夫を歴任し、同風侯として封じられた。
姓の逯（ろく）は、逮（たい）かもしれないという説がある。また名は『漢書』外戚恩沢侯表で普。

## 経歴
前漢の平帝の晩年にあたる元始4年（西暦4年）2月、王惲ら8人がそれぞれ皇帝の節を持ち、分かれて天下を巡視した。逯並もその1人で、このとき騎都尉の官にあった。元始5年（5年）閏月に、王惲ら8人が前年の功績で侯に封じられ、逯普は蒙郷侯になった。
元始5年（5年）に王莽が権力を握って傀儡の幼主を立てると、翌居摂元年（6年）翟義が反乱を起こした。このとき将作大匠の逯並は横野将軍の称号を与えられ、武関を守備して反乱軍の攻撃に備えた。
反乱鎮圧後の始建国元年（9年）に、王莽は帝位を譲らせ新王朝を開いた。このとき漢の時代の侯は廃されたり改めて封じられたりした。逯並も蒙郷侯から同風侯に改まったようである。
始建国3年（11年）、地方の盗賊の鎮圧のため、著武将軍の逯並らが主要都市に配置されたが、効果はなかった。
始建国5年（13年）に同風侯の逯並が大司馬となった。天鳳元年（14年）3月におきた日食の責任をとらされて、大司馬を解任された。侯の地位はそのままであった。
時期が不明だが、在野の学者郅惲が盗賊の横行を見て漢の復活を予想し、左隊大夫（左隊郡の長官）の逯並に自らを伊尹（殷の湯王を補佐して天下をとらせた名臣）になぞらえて自薦したという話がある。士を好んでいた逯並は郅惲を吏にしようとしたが、郅惲は待遇に不満で受けなかった。この後郅惲は西の長安に行って王莽に退位を薦め、投獄された。
新が滅んだ地皇4年（23年）には別の人が左隊大夫になっており、新末の動乱での逯並の活動は、生死含め不明である。